# Burton Lazars
Burton Lazars è un villaggio ed ex parrocchia civile, ora appartenente alla parrocchia di Burton e Dalby, nel distretto di Melton, nella contea del Leicestershire, in Inghilterra. È situato a 2 miglia (3 km) a sud-est di Melton Mowbray e ha una popolazione di circa 450 abitanti (dati 2015). Nel suo territorio sono presenti le rovine del del quartier generale inglese dell'Ordine militare e ospedaliero di San Lazzaro.

## Storia del villaggio
Il nome del villaggio significa "fattoria/insediamento con fortificazione", mentre la parola "Lazzaro" deriva da san Lazzaro e fu aggiunta dopo che l'Ordine di San Lazzaro vi aprì  un ospedale per lebbrosi nel XII secolo.
In origine era un villaggio anglosassone che all'epoca del Domesday Book di Guglielmo il Conquistatore nel 1086 venne elencato con il semplice nome di 'Burtone'. Prima della conquista era posseduto da Leofric (il nobile) figlio di Leofwin, ma quando i normanni presero il controllo dell'Inghilterra fu dato a Geoffrey de la Guerche. Consisteva di 104 acri (42 ha) di prato e due mulini, aveva una popolazione composta da 30 paesani, 27 piccoli proprietari terrieri, 4 schiavi, 100 uomini liberi, 2 preti e valeva 23,5 sterline.
Il nome di Burton fu cambiato in Burton St Lazarus quando l' Ordine di San Lazzaro aprì un lebbrosario su una collina vicino al villaggio durante le Crociate del XII secolo. L'ospedale divenne il quartier generale dell'Ordine per tutti i suoi possedimenti inglesi e raccolse ingenti somme di denaro per finanziare le attività dell'Ordine (sia militari che ospedaliere) in Terra Santa. Il nome del villaggio fu presto abbreviato in Burton Lazars.
Il villaggio è dotato di una sorgente sulfurea naturale che probabilmente fu una delle ragioni principali dell'ubicazione dell'ospedale. Nel 1760 fu fatto un tentativo per utilizzare la sorgente per i bagni termali, ma non ottenne il successo commerciale sperato.
All'inizio del XX secolo il villaggio era famoso per la presenza di un ippodromo.
Sul sagrato della chiesa parrocchiale si trovano le tombe dei piloti automobilistici Eliott e Louis Zborowski.

## Ospedale di Burton St Lazarus

### Storia antica

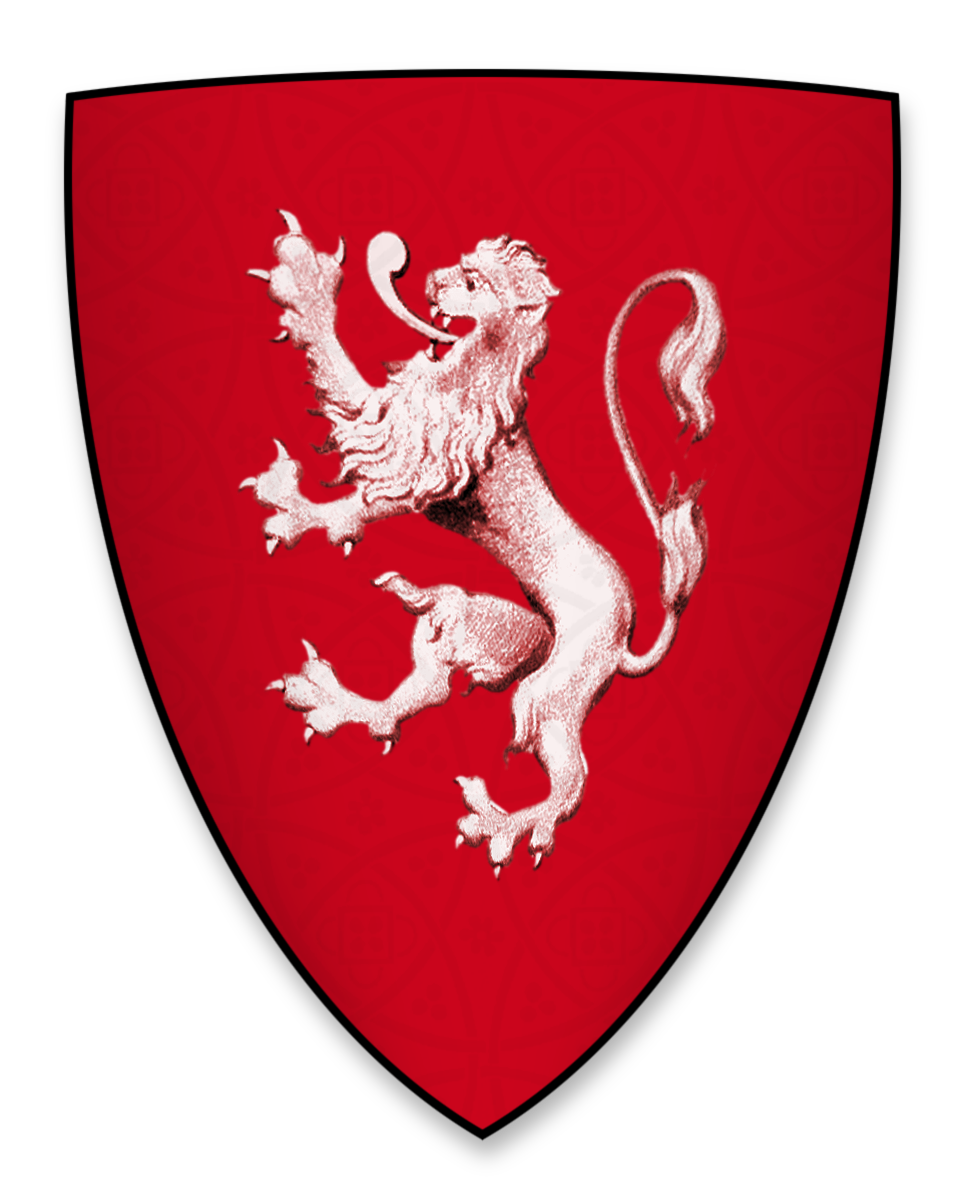
Stemma di Roger di Mowbray successivamente adottato dall'Ospedale per i lebbrosi di Burton Lazars

L'ospedale di Burton Lazars fu fondato tra il 1135 e il 1138 e si pensa sia stato finanziato da sottoscrizioni provenienti da tutta l'Inghilterra. Nel 1146 era fiorente e in quel periodo iniziò a fondare cellule in altre parti del paese per far fronte alla diffusione della lebbra portata dai soldati e dai pellegrini di ritorno dalle crociate.
Si ritiene che il principale donatore sia stato il proprietario terriero normanno Roger di Mowbray (che partecipò alla seconda crociata dal 1147 al 1148): il suo stemma con leone rampante fu adottato dall'ospedale insieme alla normale croce verde dell'Ordine di San Lazzaro. Nel 1150 fece una generosa donazione di due carrucate di terreno (circa 240 acri (100 ha)), una casa e due mulini e la sua famiglia continuò a sostenere l'Ordine per molte generazioni.
L'ospedale era dedicato alla Vergine Maria e a San Lazzaro ed era gestito da un maestro e otto fratelli, che seguivano tutti la regola agostiniana, e un numero variabile di lebbrosi e cavalieri feriti. Erano assistiti da sacerdoti e servi laici.
Molti nobili inglesi donarono all'ospedale i proventi delle chiese dei loro territori e nel 1180 il re Enrico II confermò per statuto le sovvenzioni ricevute fino ad allora e assegnò all'ospedale 40 marchi all'anno da parte della Corona. I successivi re e papi concessero ulteriori privilegi come l'esenzione dalle tasse reali e pontificie e il diritto di vendere le indulgenze a profitto dell'Ordine.

### Comandante generale dell'Ordine di San Lazzaro in Inghilterra
Il maestro dell'ospedale era responsabile non solo dell'ospedale di Burton ma anche delle terre e degli ospedali dell'Ordine in tutta l'Inghilterra ed era conosciuto come "Comandante generale dell'Ordine di San Lazzaro in Inghilterra". Rispondeva del proprio operato soltanto al maestro dell'Ordine a Gerusalemme. Il maestro di Burton Lazars viaggiava in tutto il paese per visitare altre case lazarite e svolgere mansioni amministrative.
Sebbene lo scopo principale dell'Ordine fosse quello di fornire protezione e ospizio ai pellegrini e ai cavalieri sani e lebbrosi in Terra Santa, la sua funzione in Inghilterra era principalmente quella di raccogliere fondi.

### Confraternita di Burton Lazars

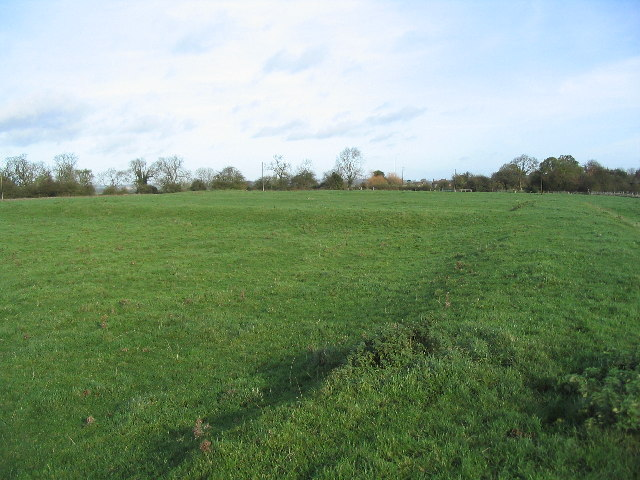
Il sito dell'ospedale St Lazarus a Burton Lazars

La caduta di Acri nel 1291 decretò la fine delle crociate e dei pellegrinaggi in Terra Santa e il ruolo dell'Ordine di San Lazzaro cambiò in quello di confraternita, mentre in Inghilterra la lebbra si estingueva lentamente. Le ricche donazioni furono ricompensate con l'adesione alla confraternita e preghiere per le anime dei donatori e dei loro familiari.
L'adesione alla confraternita non era limitata solo alla nobiltà locale; vantava anche ricchi mecenati come Lady Margaret Beaufort, sir Henry Stafford ed Enrico VII e anche interi villaggi come East e West Hagbourne nel Berkshire e Tredington nel Gloucestershire. La ricerca di adesioni era un buon affare e venivano utilizzati agenti per reclutare nuovi membri in aree lontane dalle immediate vicinanze di Burton.

### Fine delle attività
L'ospedale sopravvisse alla fase iniziale della dissoluzione dei monasteri ma fu ceduto alla Corona il 4 maggio 1544 per un valore di 265 sterline, 10 scellini e 2,5 penny. Questa cifra colloca il Burton St Lazars tra gli ospedali più ricchi, ma non così prospero come i monasteri.

### Rovine

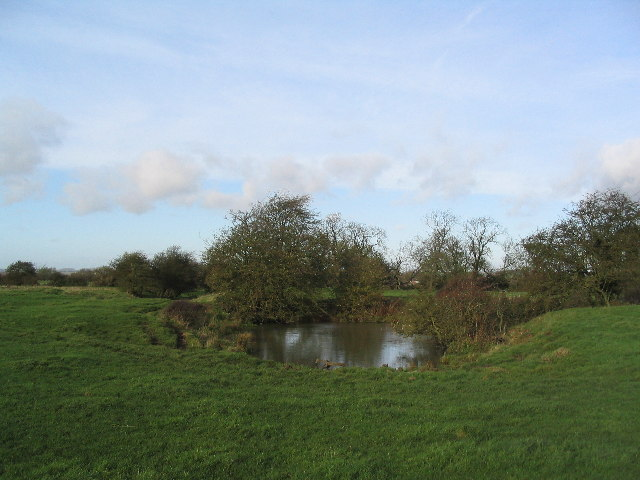
Stagno nel sito dell'ospedale St Lazarus

Con il tempo, l'ospedale è stato sepolto ma la sua presenza è ancora visibile oggi sotto forma di terrapieni e stagni. Nel 1913 il marchese di Granby iniziò gli scavi e portò alla luce forni e 100 piastrelle di argilla (ora conservate al British Museum), alcune recanti gli stemmi di famiglie come Ferrer, Astley e Basset che erano patroni o membri dell'Ospedale. Lo scavo fu interrotto dallo scoppio della prima guerra mondiale e non venne più completato.
La fotografia aerea e il lavoro sul campo hanno successivamente contribuito a comprendere meglio la disposizione del sito ma, al momento, non sono stati effettuati ulteriori scavi che rivelerebbero di più sulla sua storia.